# Phalacrocorax sulcirostris
El cormorán totinegro o cormorán negro (Phalacrocorax sulcirostris) es una especie de ave suliforme de la familia Phalacrocoracidae. Es común en pequeños ríos y lagos a lo largo de la mayoría de las áreas de Australia y el norte de Nueva Zelanda.

## Taxonomía
Fue descrito originalmente por Johann Friedrich von Brandt En 1837. Su epíteto específico se deriva del latín sulcus «ranura», Y rostrum «pico». El nombre común en Nueva Zelanda es cormorán negro pequeño.

## Descripción
Es un cormorán de tamaño pequeño mediendo 60–65 cm de longitud, tiene todo el plumaje negro. El dorso tiene un brillo verdoso. En época de cría, aparecen plumas blancas irregulares en la cabeza y el cuello, con una evidente ceja blancuzca. Macho y las hembra son similares en apariencia. Tiene pico delgado largo y de color gris, y piernas y patas negras. El iris de los adultos es verde y  marrón en las aves juveniles. Las aves inmaduras tienen plumaje marrón y negro.

## Distribución y hábitat
Se distribuye desde la península de Malaca a través de Indonesia (pero con exclusión de Sumatra) y Nueva Guinea (incluyendo las islas d’Entrecasteaux ) y a lo largo de Australia y Nueva Zelanda. Es una especie predominantemente de agua dulce, puede ser encontrado en cuerpos de aguas interiores y ocasionalmente en zonas costeras protegidas. Casi siempre se encuentra en o cerca del agua.